# Schoenionta dehiscens
Schoenionta dehiscens là một loài bọ cánh cứng trong họ Cerambycidae.